# Intolerance
Intolerance: Love's Struggle Throughout the Ages is een Amerikaanse speelfilm uit 1916 onder regie van D.W. Griffith. De film is gebaseerd op vier historische verhalen.
Intolerance is deels een reactie van Griffith op de heftige kritiek op het racisme in The Birth of a Nation, maar voornamelijk was het Griffiths antwoord op de filmcensuur.
De film heeft meer invloed gehad op Russische cineasten zoals Sergej Eisenstein, dan op Griffiths Amerikaanse collega's.

## De verhalen
- The mother & the law
- Babylon
- Christus
- St. Bartholomeusnacht

- Intolerance

## Rolverdeling
| Acteur       | Personage             |
| ------------ | --------------------- |
| Lillian Gish | "Eeuwige moederschap" |

#### The mother & the law
| Acteur         | Personage                      |
| -------------- | ------------------------------ |
| Mae Marsh      | De geliefde                    |
| Robert Harron  | De jongen                      |
| Fred Turner    | Geliefdes vader                |
| Miriam Cooper  | de vriendloze                  |
| Walter Long    | Musketier van de sloppenwijken |
| Tom Wilson     | Aardige officier               |
| Vera Lewis     | Miss Mary T. Jenkins           |
| Sam De Grasse  | Mr. Arthur Jenkins             |
| Lloyd Ingraham | Rechter                        |
| Ralph Lewis    | Gouverneur                     |
| A. W. McClure  | Gevangenispriester Fathley     |
| Max Davidson   | Buurman van geliefde           |

#### St. Bartholomeusnacht(Renaissance)
| Acteur              | Personage                     |
| ------------------- | ----------------------------- |
| Margery Wilson      | "Brown Eyes"                  |
| Eugene Pallette     | Prosper Latour                |
| Spottiswoode Aitken | vader "Brown Eyes"            |
| Ruth Handforth      | moeder "Brown Eyes"           |
| Allan Sears         | Huurlingssoldaat              |
| Josephine Crowell   | Catharina de' Medici          |
| Frank Bennett       | Karel IX                      |
| Maxfield Stanley    | Prins Hendrik III             |
| Joseph Henabery     | Admiraal Coligny              |
| Constance Talmadge  | Prinses Margaretha van Valois |
| W. E. Lawrence      | Hendrik van Navarra           |

#### Babylon
| Acteur                         | Personage                                  |
| ------------------------------ | ------------------------------------------ |
| Constance Talmadge             | Bergmeisje                                 |
| Elmer Clifton                  | de Rapsode                                 |
| Alfred Paget                   | Prins Belshazzar                           |
| Seena Owen                     | Geliefde prinses                           |
| Tully Marshall                 | Hogepriester van Bel-Marduk                |
| George Siegmann                | Cyrus II de Grote                          |
| Carl Stockdale                 | Koning Nabonidus                           |
| Elmo Lincoln                   | "Machtige man van moed", Belshazzars wacht |
| Frank Brownlee                 | Broer van het bergmeisje                   |
| The Ruth St. Denis Danseressen |                                            |

#### BijbelseJudea
| Acteur          | Personage    |
| --------------- | ------------ |
| Howard Gaye     | De Nazarener |
| Lillian Langdon | Maria        |
| Bessie Love     | Bruid        |
| George Walsh    | Bruidegom    |